# Ферингер, Дмитрий Павлович
Дмитрий Павлович Ферингер (1902/3— 1966) — советский учёный в области синтетического каучука, лауреат премии имени С. В. Лебедева АН СССР (1959).
Родился в Санкт-Петербурге в 1902 или 1903 году. Сын инженера путей сообщения Павла Богдановича (Готфридовича) Ферингера (1882 — ?). Внук Готфрида Ферингера (Gottfried Föhringer) (1836—?), лютеранина, баденского немца, переселившегося в Россию и Юлии Осиповны Ферингер (урожд. Матуссевич; 1845— после 1917), православной, содержавших галантерейную торговлю в Санкт-Петербурге. Племянник Анны Богдановны Ферингер (1871 — 1945, Париж), педагога, физика, второй жены академика Алексея Николаевича Крылова. Брат — Борис Павлович Ферингер (15.02.1908—27.09.1983), главный инженер института «Ленгидропроект», заслуженный строитель РСФСР. 
Жена — Надежда Николаевна Тетеревникова (1905—?), филолог, преподаватель, кандидат филологических наук (диссертация «Язык и стиль Стендаля», 1952), соавтор учебника «Стилистика современного французского языка» (1960, второе издание 1970, совместно с М. К. Морен), сестра А.Н. Тетеревниковой.
Работал во Всесоюзном научно-исследовательском институте синтетического каучука, главный технолог, старший научный сотрудник.
Кандидат технических наук (1949).
Лауреат премии имени С. В. Лебедева АН СССР (1959) — за разработку способа получения нового вида синтетического каучука.
Сочинения:
- Коротков А. А. Ферингер Д. П. Полимеризация изопрена в растворе в присутствии металлоорганических соединений, ВНИИСК, отчеты за 1950, 1951, 1952 и 1954 гг.
- Коротков А. А., Пиотровский К. Б., Ферингер Д. П. Влияние микроструктуры полиизопрена на его свойства // ДАН СССР. — 1956. — Т. 110. — № 1. — С. 89-92.
- Коротков А. А., Пиотровский К. Б., Ферингер Д. П. Изопреновые каучуки// Энциклопедия полимеров. Т.1. М.: Советская энциклопедия, 1974. С. 821—827.